# Włodzimierz Bzowski

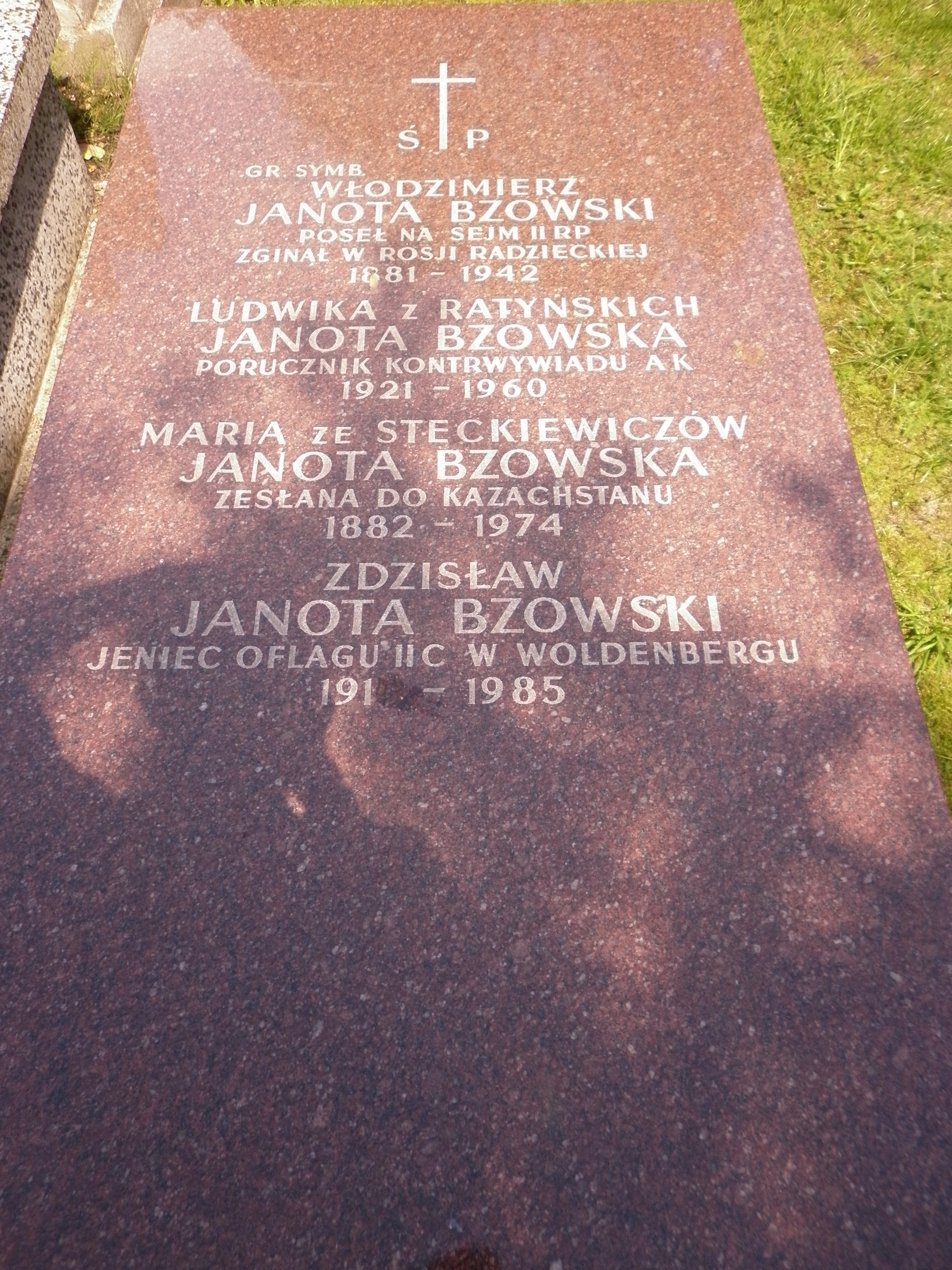
Symboliczny grób Włodzimierza Janoty Bzowskiego i grób jego rodziny na Cmentarzu Wojskowym na Powązkacb w Warszawie

Włodzimierz Piotr Antoni Janota Bzowski (ur. 29 kwietnia 1881 w Gorzkowie, zm. w 1942 w Bucharze) – polski inżynier rolnik, ziemianin w Cholewiczach, organizator kas oszczędnościowo-pożyczkowych w powiecie wołkowyskim, członek Rady Głównej  Centralnego Towarzystwa Organizacji i Kółek Rolniczych od 1934 roku, prezes Wojewódzkiego Związku Towarzystw i Kółek Rolniczych w Białymstoku, członek Sekretariatu Generalnego BBWR. Poseł na Sejm III kadencji 1930–1935. 
Został aresztowany przez NKWD 23 listopada 1939 roku w Cholewiczach, gdzie stale zamieszkiwał (powiat wołkowyski), 1 lipca 1941 roku został skazany na 8 lat łagru, przewieziony do Uzbekistanu, zwolniony 6 września 1941 roku. W 1942 r. dotarł do Buchary (Uzbecka SRR), gdzie zmarł z wycieńczenia. Grób symboliczny znajduje się na Powązkach Wojskowych w Warszawie (kwatera G-11-12).

## Ordery i odznaczenia
- Krzyż Kawalerski Orderu Odrodzenia Polski
- Złoty Krzyż Zasługi (15 kwietnia 1929)[4]